# Thomas Knutti
Thomas Knutti, né le 15 mars 1973 (originaire de Därstetten et Diemtigen), est une personnalité politique suisse, membre de l'Union démocratique du centre (UDC).
Il est député du canton de Berne au Conseil national depuis 2023.

## Biographie
Thomas Knutti naît le 15 mars 1973. Il est originaire de Därstetten et Diemtigen. Il a un frère.
Il est agriculteur de profession, mais travaille principalement comme chauffeur de poids lourd pour l'entreprise de son frère. Il reprend par ailleurs en 2017 l'auberge de sa commune.
Il a le grade de soldat au sein de l'Armée suisse.
Célibataire et père d'un enfant, il habite à Weissenburg im Simmental (de).

## Parcours politique
Il accède au Conseil communal (exécutif) de Därstetten en décembre 2007 après la démission de l'UDC Ruth Wäfler. Il préside la commune de 2016 à fin décembre 2021.
Il est élu au Grand Conseil du canton de Berne en mars 2010. Il y siège jusqu'à la fin décembre 2023. Il fonde en 2018 une association de lutte contre le loup,.
Il est candidat en 2021 à la présidence de l'UDC du canton de Berne, mais l'assemblée des délégués lui préfère Manfred Bühler (211 voix contre 52, et 112 à Samuel Krähenbühl).
Il est élu au Conseil national en octobre 2023 (8e élu sur 24 ; 6e des 8 élus UDC).

## Profil politique
Il se situe à la droite de son parti et défend vigoureusement les régions de montagne.